# Cladosporium
Cladosporium è un genere di funghi ascomiceti.
Molte specie di Cladosporium si trovano comunemente su materiale vegetale. Alcune specie sono parassite di piante, altre sono parassite di altri funghi.

## Tassonomia
Il genere comprende le seguenti specie:
- Cladosporium avellaneum
- Cladosporium carygenum
- Cladosporium cladosporioides
- Cladosporium cucumerinum
- Cladosporium fulvum
- Cladosporium herbarum
- Cladosporium musae